# Postal and Telegraph Clerks' Association
Postal and Telegraph Clerks' Association (PTCA)  est un syndicat du Royaume-Uni pour les travailleurs de la poste et des télécommunications actif de 1881 à 1920. 

## Histoire
Le syndicat a été fondé en 1881 par la fusion de Postal Telegraph Clerks' Association avec l' United Kingdom Postal Clerks' Association en 1914, pour former la Postal and Telegraph Clerks' Association. 
En 1919, le syndicat a fusionné avec la  Postmen's Federation and the Fawcett Association pour former l' Union of Post Office Workers. Sa reconnaissance officielle en  1920 a déclenché une fusion générale avec les autres  organismes du secteur, le  London Postal Porters' Association, Central London Postmen's Association, Tracers' Association, Tube Staff Association, Messengers' Association and Sorters' Association.

## Secrétaires généraux
1881: T Wilkinson
1881 - 1886 T Morris
1886 - 1890 JE Scott
1890 - 1897 TD Venables
1898 - 1903 CE Hall
1903 - 1906 Thomas McKinney
1906 - 1910 William Johnson
1910 - 1914 ER Tuck
1914 - 1919 JG Newlove